# Ditiola
Ditiola is een geslacht van schimmels behorend tot de familie Dacrymycetaceae. De typesoort is Ditiola radicata.

## Soorten
Het geslacht telt volgens Index Fungorum in totaal tien soorten (peildatum maart 2023):
| Soortnaam                                 | Auteur(s)             | Publicatiejaar |
| ----------------------------------------- | --------------------- | -------------- |
| Ditiola abieticola                        | D.A. Reid             | 1983           |
| Ditiola albiziae                          | Coker                 | 1920           |
| Ditiola brasiliensis                      | (Lloyd) McNabb        | 1966           |
| Ditiola coccinea                          | Lowy                  | 1962           |
| Ditiola haasii                            | Oberw.                | 1989           |
| Ditiola orientalis                        | (Kobayasi) Govorova   | 1994           |
| Ditiola peziziformis (Grote druppelzwam)  | (Lév.) D.A. Reid      | 1974           |
| Ditiola radicata (Wortelende druppelzwam) | (Alb. & Schwein.) Fr. | 1822           |
| Ditiola rickii                            | Bres.                 | 1920           |
| Ditiola shopei                            | Coker                 | 1930           |